# بورونيافو (زاكارباتسكا)
بورونيافو (Боронява) هي مدينة في مقاطعة زاكارباتسكا في أوكرانيا.